# Sokolica (Pieninen)

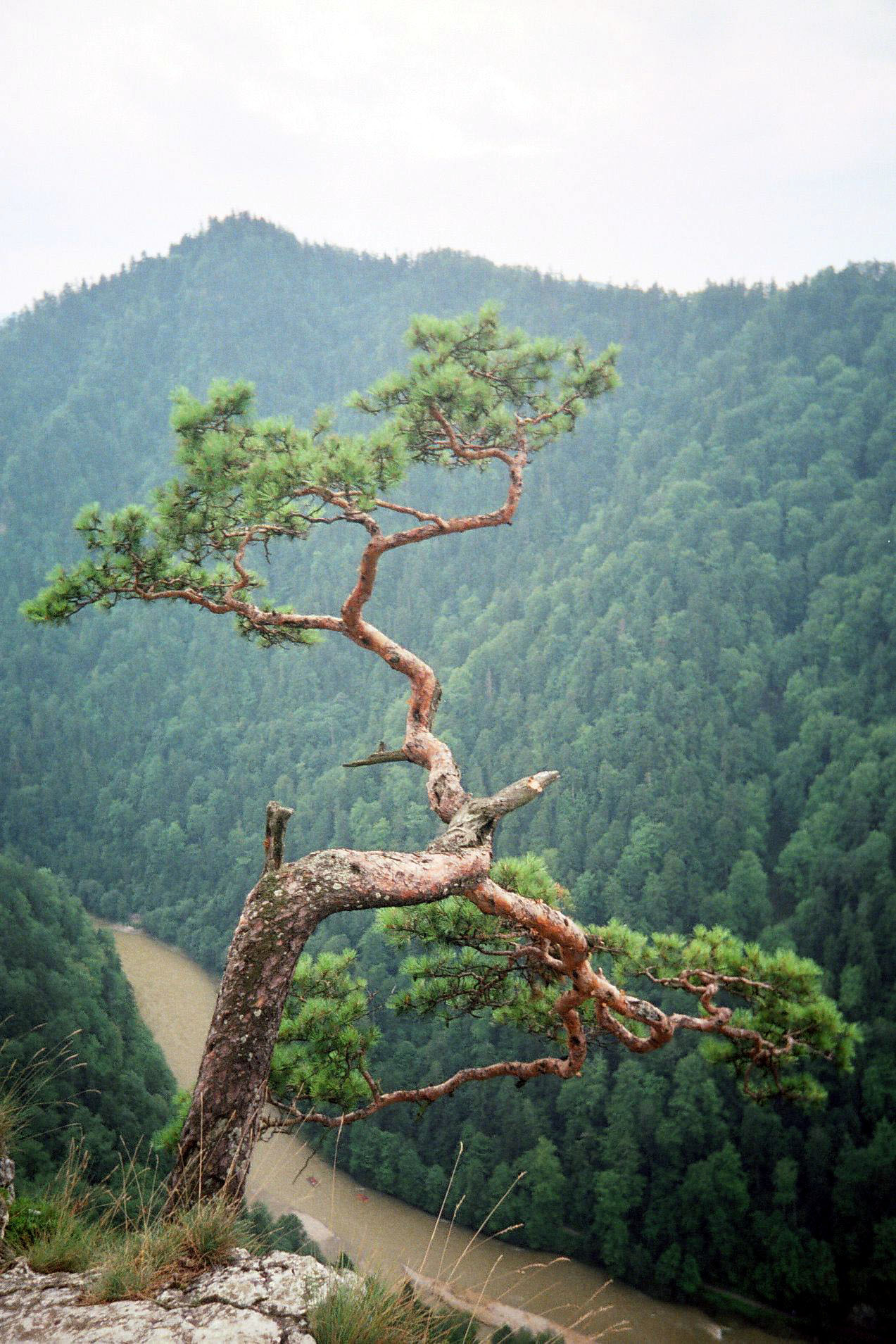
Blick auf den Dunajec

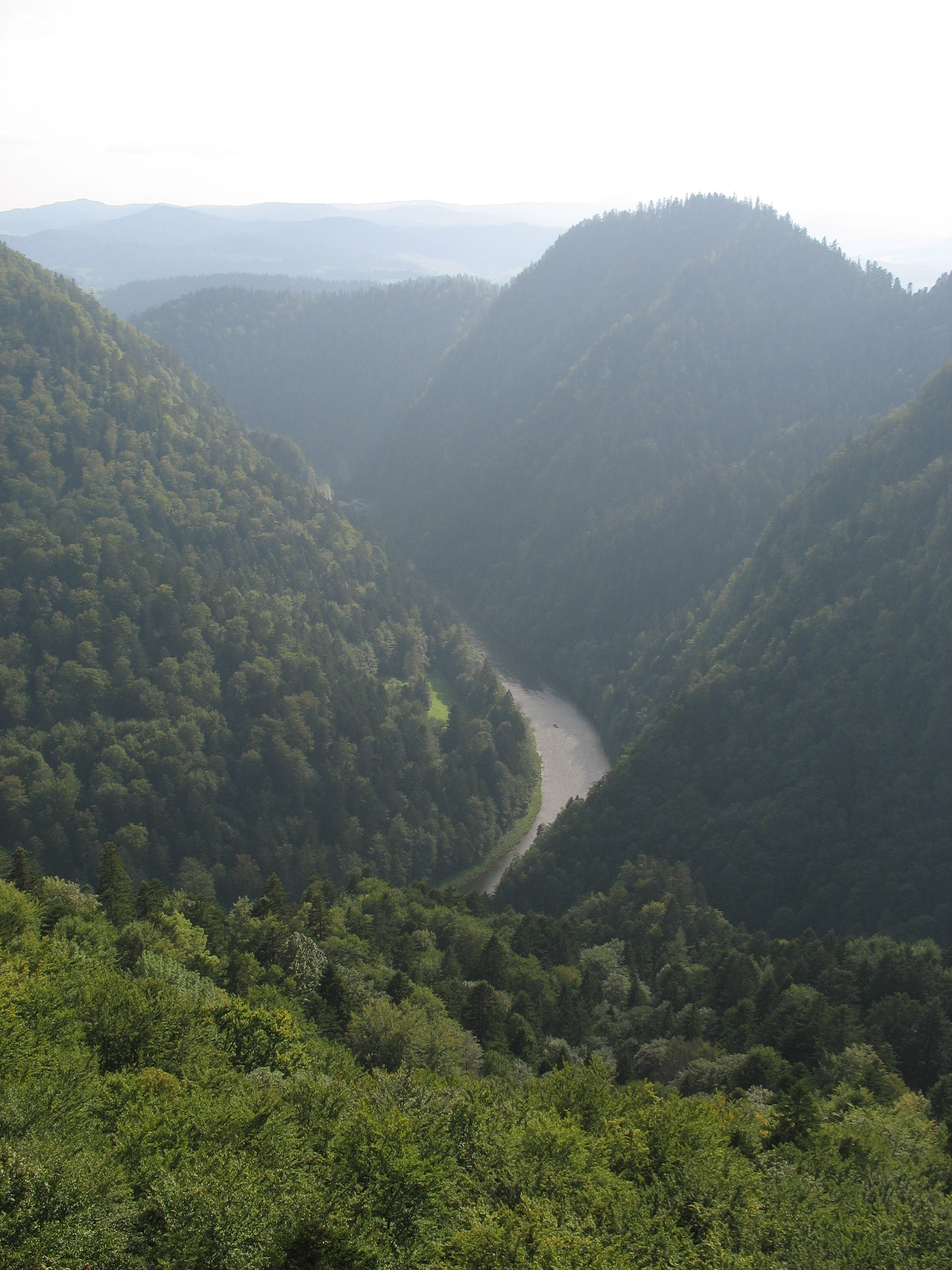
Blick nach Osten

Der Sokolica ist ein Berg in den polnischen Mittleren Pieninen, einem Gebirgszug der Pieninen, mit 747 Metern Höhe in den Pieninki. Der Gipfel liegt ungefähr 350 Meter über dem Tal des Dunajec. Ein gleichnamiger Berg befindet sich in den Saybuscher Beskiden.

## Lage und Umgebung
Der Sokolica liegt im Hauptkamm der Pieninen. Südlich und östlich des Gipfels liegt der Dunajec-Durchbruch, nördlich liegt das Tal der Krośnica. Zum Sokolica Gipfel führt der Höhenweg Sokola Perć, (Falkenweg), benannt in Anlehnung an den Orla Perć (Adlerweg) in der Hohen Tatra.

## Etymologie
Der polnische Name Sokolica kommt von der Vögeln, die in der Nähe des Gipfels nisten, und lässt sich als Falkenberg oder Falkengipfel übersetzen.

## Flora und Fauna
Der Sokolica besitzt eine bunte Flora und Fauna. Er ist fast durchgehend mit Mischwald bewachsen. Lediglich die schroffen Felsen ragen über die Baumwipfel hinauf. Bergwiesen gibt es auf dem Sokolica nicht. Zahlreiche Raubvögel, insbesondere die namensgebenden Falken, nisten in den Felsen der Sokolica. Der Berg liegt im Pieninen-Nationalpark.

## Besteigungen
Anders als die Tatra vergletscherten die Pieninen nicht in den letzten Eiszeiten. In den Pieninen gibt es daher menschliche Spuren, die bis in die Altsteinzeit zurückreichen. Es ist durchaus wahrscheinlich, dass bereits zu dieser Zeit die Gipfel bestiegen worden sind, da der Aufstieg nicht besonders schwer ist.

## Tourismus
Die Aussicht vom Sokolica gilt als einer der schönsten in den ganzen Karpaten. Vom Gipfel lassen sich die zahlreichen Schleifen des Dunajec im Dunajec-Durchbruch beobachten. Zu sehen sind auch die oft schneebedeckten Gipfel der Hohen Tatra. Besonders schön ist die Aussicht im Frühherbst, wenn sich die mit Mischwald bedeckten Hänge der Pieninki bunt verfärben und in der Tatra bereits Schnee liegt. Er wird daher gerne von Touristen bestiegen. Der Gipfel ist von allen Ortschaften im Osten der Pieninen leicht auf markierten Wanderwegen erreichbar. Aufgrund der Absturzgefahr ist auf dem Gipfel ein Geländer angebracht.

### Der Astbruch
Am 6. September 2018 verunfallte am Felsengipfel eine junge Frau. Zum Rettungseinsatz wurde auch ein Hubschrauber gerufen, der zweimal über der Unfallstelle kreiste, aber nicht zum Einsatz kam. Durch den verursachten Luftabtrieb wurde der obere Ast der berühmten, über 500 Jahre alten Sokolica-Kiefer abgerissen.

### Routen zum Gipfel
Markierte Routen zum Gipfel führen von Szczawnica, Krościenko nad Dunajcem, Sromowce Niżne, Sromowce Wyżne und Czorsztyn:
- ▬ der blau markierte Kammweg von Czorsztyn über die Czorsztyner Pieninen und das Drei-Kronen-Massiv auf den Gipfel der Sokolica und hinab zum Fluss Dunajec zur Überfahrt Nowy Przewóz nach Szczawnica.
- ▬ ein gelb markierter Wanderweg von Krościenko nad Dunajcem auf den Gipfel Bajków Groń und den Bergpass Przełęcz Szopka und dort über den blau markierten Kammweg.
- ▬ ein gelb markierter Wanderweg von der Schutzhütte Drei-Kronen-Hütte in Sromowce Niżne am Dunajec über die Schlucht Wąwóz Szopczański auf den Bergpass Przełęcz Szopka und dort über den blau markierten Kammweg.
- ▬ ein grün markierter Wanderweg von Krościenko nad Dunajcem über die Kapelle Kapliczka św. Kingi auf den Bergpass Przełęcz Sosnów und dort über den blau markierten Kammweg.
- ▬ ein rot markierter Wanderweg von Sromowce Wyżne auf den Bergpass Przełęcz Trzy Kopce und dort über den blau markierten Kammweg.
- ▬ ein grün markierter Wanderweg von der Drei-Kronen-Hütte auf den Wyżni Łazek und die Alm Polana Kosarzyska und dort über den blau markierten Kammweg.

## Panorama

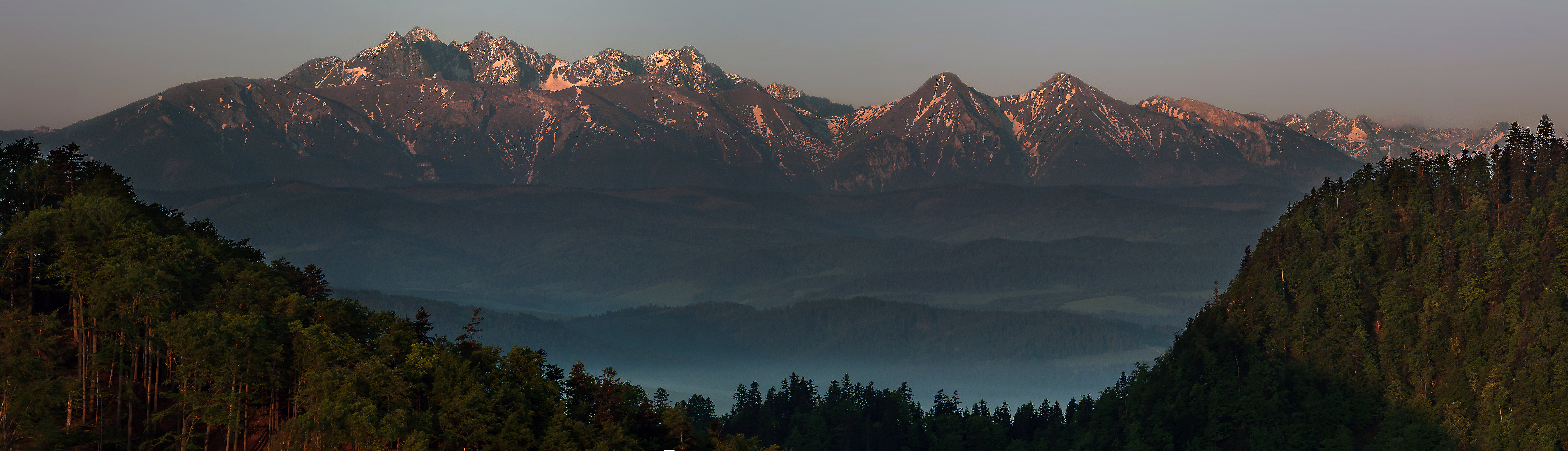
Blick auf die Tatra vom Gipfel der Sokolica